# Sant'Anatolia di Narco
Sant'Anatolia di Narco è un comune italiano di 489 abitanti della provincia di Perugia in Umbria.

## Geografia fisica
- Classificazione climatica: zona E, 2124 GR/G

## Storia
Situata in prossimità del fiume Nera, la località era abitata fin dall'antichità ma deve il suo aspetto attuale al periodo tardomedievale.
Il castello che domina l'abitato è della seconda metà del XII secolo mentre le mura furono costruite due secoli più tardi.

## Monumenti e luoghi d'interesse
A Sant'Anatolia è attivo dal 2008 il Museo della Canapa, che ha sede nel cinquecentesco palazzo comunale e costituisce una delle antenne dell'Ecomuseo della Dorsale Appenninica Umbra. Esso ripercorre le vicende dello sviluppo di tale coltivazione nei secoli nella media Valnerina. Il Museo custodisce un libro molto particolare, realizzato a mano in canapa da Filippo Biagioli (Pistoia, 9 febbraio 1975) nel 2021: il Leggendario della Valnerina.

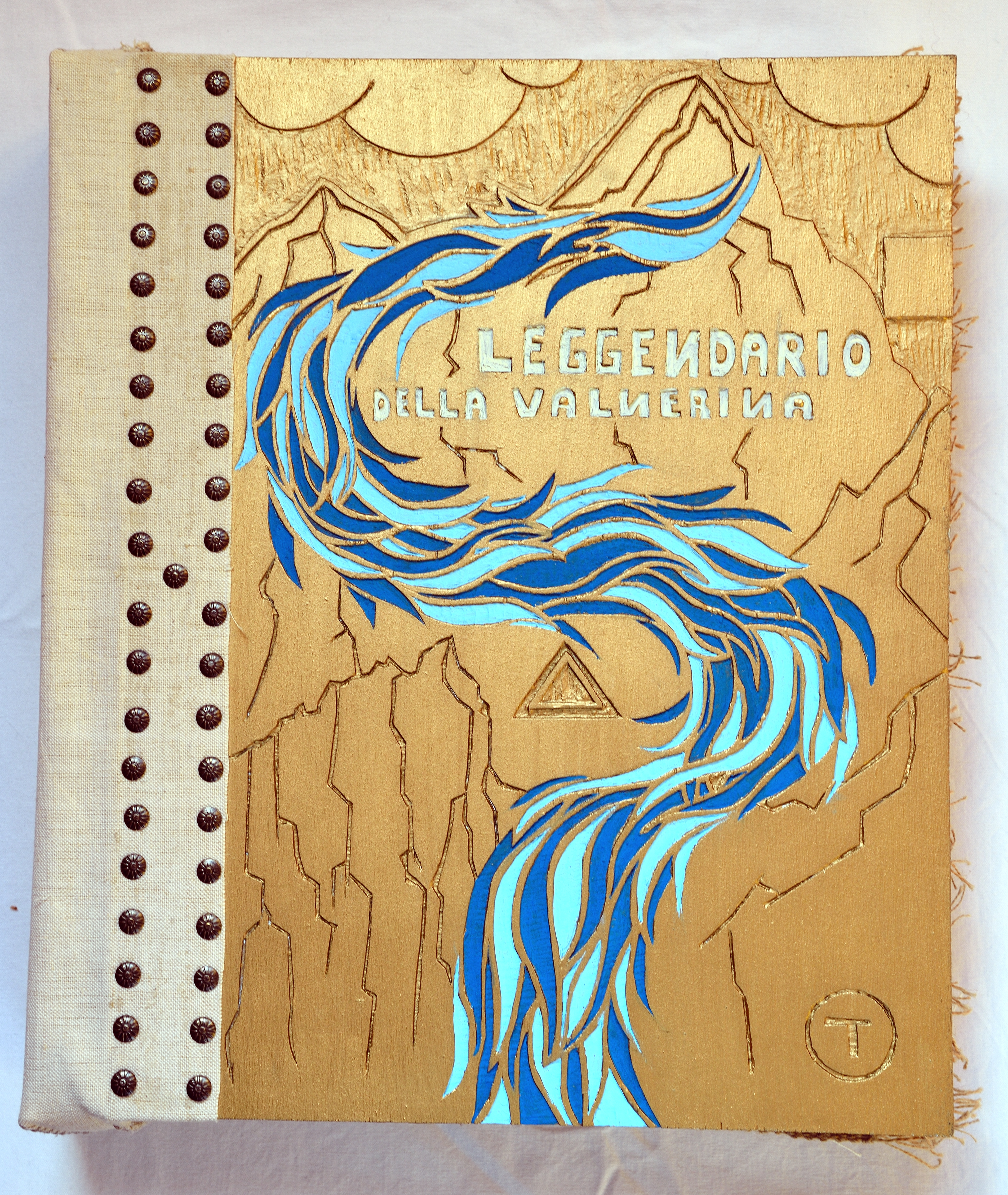
Leggendario della Valnerina, dell'Artista Filippo Biagioli

### Chiesa di Sant'Anatolia
La chiesa parrocchiale di Sant'Anatolia contiene pregevoli affreschi del XIV secolo. Di grande interesse artistico è anche la piccola chiesa di Santa Maria delle Grazie in stile rinascimentale, di recente oggetto di attento restauro conservativo.

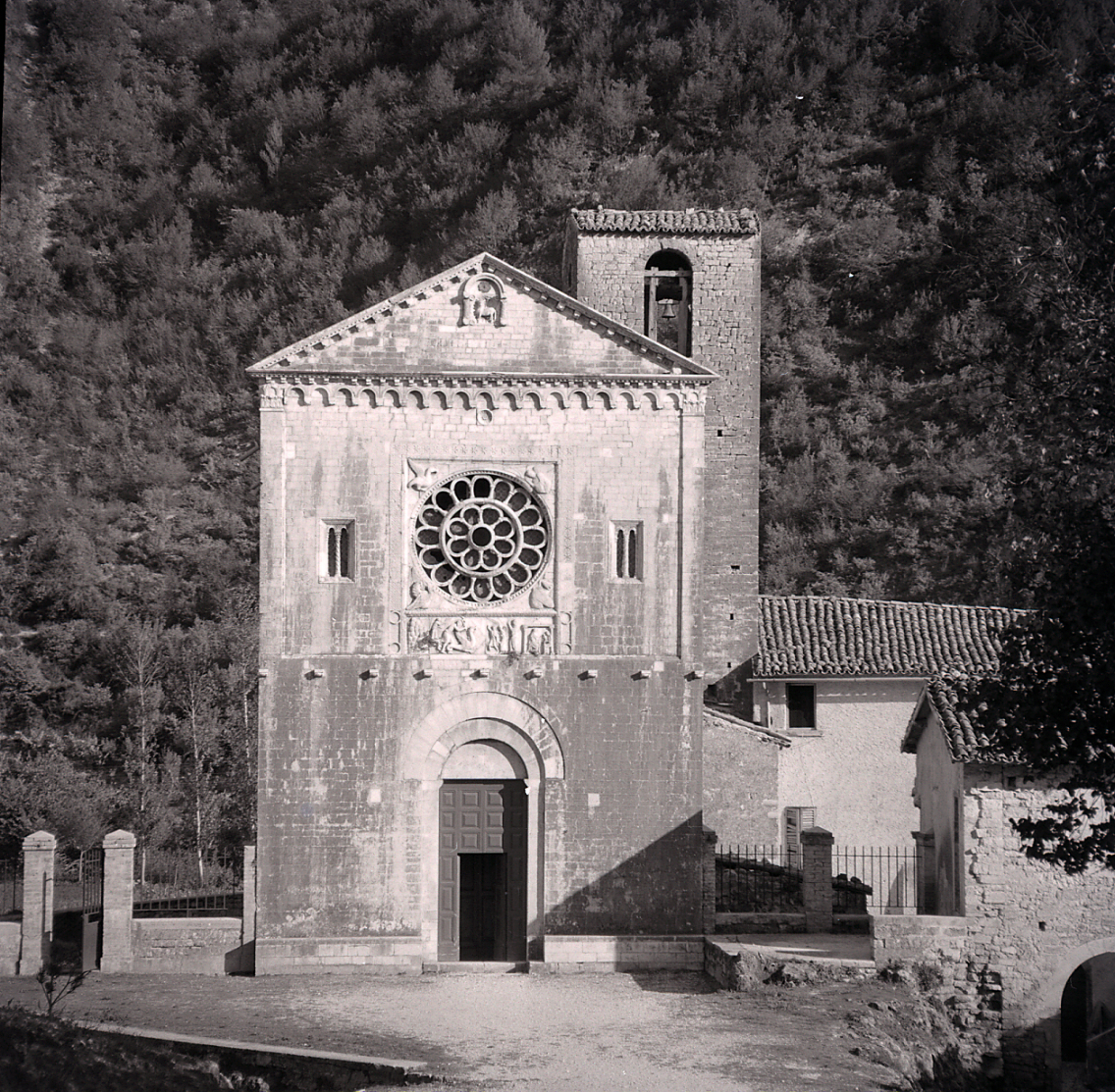
Abbazia di San Felice e Mauro. Foto di Paolo Monti.

### Convento di Santa Croce
Il convento di Santa Croce, sorse nel XIII secolo. Vi visse nel XIV secolo la beata Cristina, terziaria francescana.
Lasciato in abbandono, venne ricostruito nel 1610. Si trovava sotto il giuspatronato della basilica lateranense e fu attribuito all'ordine francescano.

### Abbazia di San Felice e Mauro
Nella frazione di Castel San Felice sorge l'abbazia di San Felice e Mauro, dedicata ai due eremiti siriani che nel V secolo evangelizzarono questa zona; la chiesa fu riedificata nel XII secolo.

## Società

### Evoluzione demografica
Abitanti censiti

## Infrastrutture e trasporti

### Ferrovie
Dal 1926 al 1968 Sant'Anatolia di Narco fu servita (tramite l'omonima stazione) dalla ferrovia Spoleto-Norcia, una linea a scartamento ridotto che collegava Spoleto con Norcia, che rimase in esercizio dal 1º novembre 1926 al 31 luglio 1968, quando fu soppressa. Le tracce della ferrovia sono quasi tutte conservate, il sedime è stato convertito in una pista ciclabile.

## Amministrazione
| Periodo        | Periodo        | Primo cittadino      | Partito                 | Carica  | Note   |
| -------------- | -------------- | -------------------- | ----------------------- | ------- | ------ |
| 19 agosto 1985 | 24 giugno 1990 | Carlo Alberto Basili | Democrazia Cristiana    | Sindaco | [ 10 ] |
| 5 luglio 1990  | 23 aprile 1995 | Carlo Alberto Basili | Democrazia Cristiana    | Sindaco | [ 10 ] |
| 24 aprile 1995 | 13 giugno 1999 | Carlo Alberto Basili | Centro-sinistra         | Sindaco | [ 10 ] |
| 14 giugno 1999 | 13 giugno 2004 | Amedeo Santini       | Lista civica            | Sindaco | [ 10 ] |
| 14 giugno 2004 | 7 giugno 2009  | Amedeo Santini       | Centro-sinistra         | Sindaco | [ 10 ] |
| 8 giugno 2009  | 25 maggio 2014 | Tullio Fibraroli     | Lista civica            | Sindaco | [ 10 ] |
| 26 maggio 2014 | 26 maggio 2019 | Tullio Fibraroli     | Uniti per Sant'Anatolia | Sindaco | [ 10 ] |
| 27 maggio 2019 | in carica      | Tullio Fibraroli     | Uniti per Sant'Anatolia | Sindaco | [ 10 ] |